# Caffè shakerato

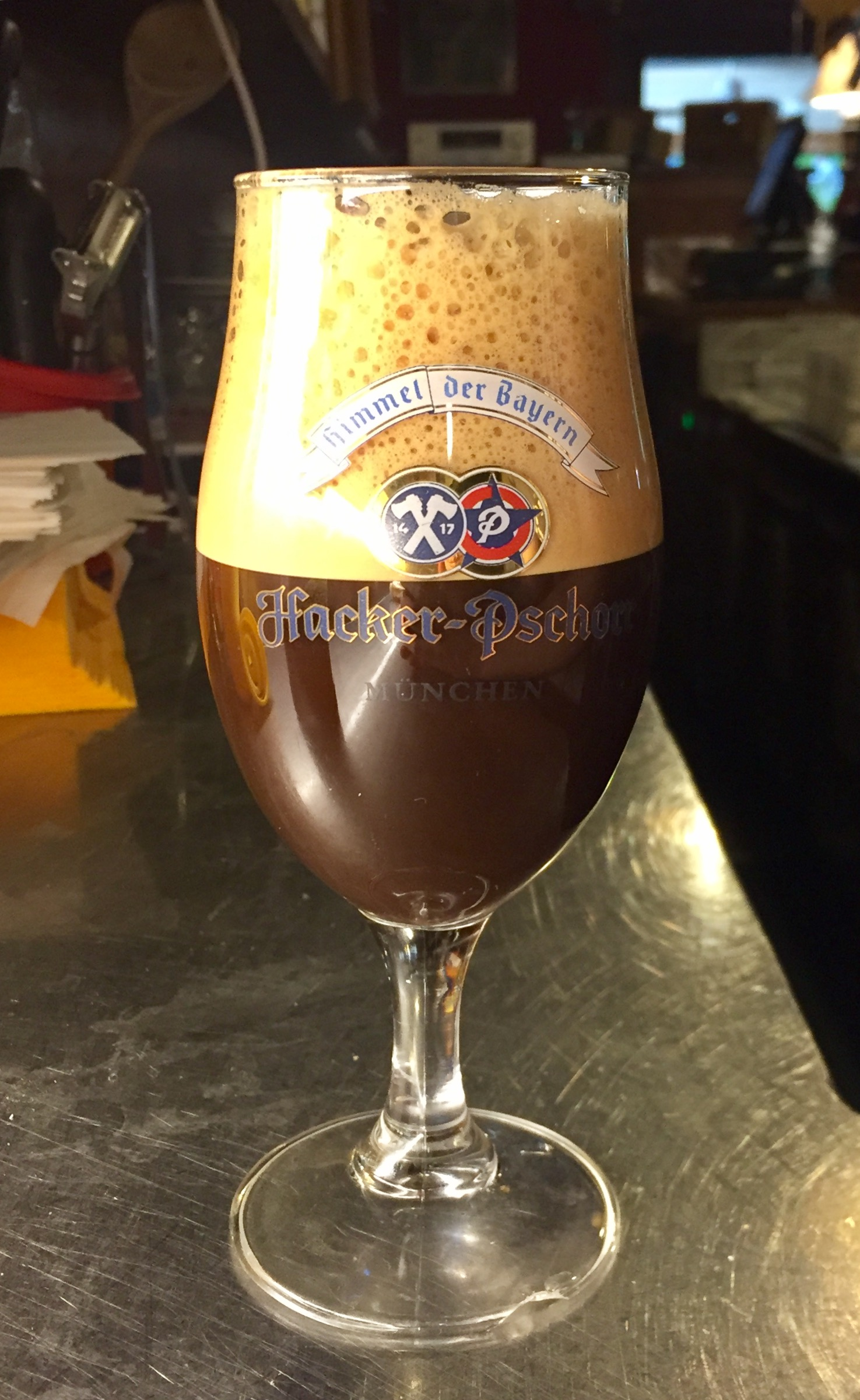
Un calice contenente caffè shakerato.

Il caffè shakerato è una bevanda a base di caffè preparata utilizzando caffè espresso, e alcuni cubetti di ghiaccio.

## Preparazione della bevanda
Il caffè shakerato si ottiene shakerando insieme alcuni cubetti di ghiaccio, 3 cucchiaini di zucchero (o zucchero liquido) e una o più tazzine di caffè espresso (a piacere), possibilmente a temperatura ambiente.

## Riferimenti nella cultura di massa
Si parla del caffè shakerato in varie opere letterarie, tra i più celebri i romanzi Zolle di Marco Drago, Sole nero di Gilles Leroy o Vita Prada. Personaggi, storie, retroscena d'un fenomeno di costume di Gian Luigi Parachini.